# 広津崇亮
広津 崇亮（ひろつ たかあき、1972年 - ）は、日本の実業家。
線虫がん検査を実施する株式会社HIROTSUバイオサイエンスを創設し、代表取締役を務める。　　　　　　　　　　　　　

## 人物
1972年に山口県で生まれ、京都府の京田辺市で育つ。成績が良く高校から入学した東大寺学園では教師に医学部受験を勧められたが、ある時「これからの時代は生物学だ」という塾の先生の言葉をきっかけに生物学に興味を持ち、東京大学理学部に進学することになる。東大大学院博士課程在籍中に線虫の嗅覚に関する研究を開始。2000年3月、線虫の匂いに対する嗜好性を解析した論文が英科学誌『ネイチャー』に掲載。2016年にHIROTSUバイオサイエンスを設立し、線虫がん検査の実用化による癌早期発見に取り組む。

## 略歴
- 1972年 山口県生まれ
- 1991年 私立東大寺学園高等学校卒業
- 1995年 東京大学理学部生物学科卒業
- 1997年 東京大学大学院理学系研究科生物化学専攻 修士課程修了
- 1997年 サントリー株式会社入社（‐1998年）
- 1998年 東京大学大学院理学系研究科生物化学専攻 博士課程入学
- 2000年 英科学誌「ネイチャー」に論文掲載（線虫の嗅覚の嗜好性解析）
- 2001年 東京大学大学院理学系研究科生物化学専攻 博士課程修了　博士（理学）
- 2001年 日本学術振興会 東京大学遺伝子実験施設 特別研究員
- 2004年 京都大学大学院生命科学研究科 ポスドク研究員
- 2005年 九州大学大学院理学研究院生物科学部門 助教
- 2015年 米科学誌「PLOS ONE」に論文掲載（線虫の嗅覚による癌検知）
- 2016年 株式会社HIROTSUバイオサイエンスを設立し、代表取締役に就任
- 2018年 オーストラリアのクイーンズランド工科大学招聘准教授（Adjunct associate professor, QUT, Australia）

## 受賞歴
- 2002年 井上研究奨励賞受賞（井上科学振興財団）
- 2016年 開発研究奨励賞（ニューロクリアティブ研究会）
- 2016年 中山賞奨励賞（中山人間科学振興財団）
- 2016年 ナイスステップな研究者（文部科学省）

## 著書
『がん検診は、線虫のしごと：精度は9割 「生物診断」が命を救う』光文社新書、2019年
2015年3月「線虫が、非常に高い精度でがん患者の尿の匂いを嗅ぎ当てる」という論文が米科学誌PLOS ONEに掲載され、報道番組でもトップニュースとして報じられた。九州大学の研究者だった著者は、その後起業し、実用化に向けた研究を重ね、医学界への普及活動に邁進してきた。たった尿一滴で、ステージ０の段階からがんが検知されることで、がん治療はどう変わるのか。なぜ、線虫だったのか。検査に機械ではなく生物を用いる「生物診断」の可能性は？各種メディアで注目の研究者・経営者が、自身の歩みや、誰も思いつかなかった研究を生み出した発想法、研究者を目指す若者への提言などを交えつつ、2020年の線虫がん検査「Ｎ‐ＮＯＳＥ（エヌ・ノーズ）」実用化（2023年5月現在、15種類のがんのリスクの検出が可能）で大きく変わるがん検診とがん治療の今後の展望を伝える。。